# A kegyencnő

Mathilda Jungstedt Léonor di Guzman szerepében (Királyi Opera, Stockholm, 1893)

A kegyencnő (franciául La Favorite, olaszul La Favorita) Gaetano Donizetti operája négy felvonásban. Szövegét Baculard Arnaud Le Comte de Comminges c. drámája nyomán Alphonte Royer, Gustave Vaëz és Eugène Scribe írta. Az opera első változata francia nyelvű librettóra készült. Az ősbemutatóra 1840. december 2-án került sor a párizsi Nagyoperában. Donizetti e művének is készült olasz változata Francesco Janetti fordításában 1841-ben. A magyarországi bemutató a Pesti Városi Német Színházban volt 1842. március 12-én, magyarul a Nemzeti Színházban hangzott el először 1869. április 3-án.

## Szereplők
- Léonor di Guzman (mezzoszoprán)
- Inès (szoprán)
- Fernand (tenor)
- XI. Alfonz, Kasztília királya (bariton)
- Balthasar (basszus)
- Don Gaspar, a király tisztje (tenor)
- Egy nemes (tenor)

Szerzetesek és noviciusok, spanyol lányok, udvaroncok

## Cselekmény
Helyszín: Kasztília, a 14. század közepén.
Fernando, az ifjú szerzetes halálosan beleszeret egy ismeretlen szépségbe, ezért elhagyja kolostorát. Felkeresi a lányt, de az elutasítja, noha neki sem közömbös a fiatalember. Leonóra ugyanis a király, Alfonz kegyencnője. Fernando ezt nem tudja, azt hiszi, azért viselkedik vele hidegen, mert nincs semmi rangja. Beáll hát a király seregébe, és hadvezérként fényes győzelmet arat a mórok felett. Az egyház nagyon rossz szemmel nézi, hogy a király szeretőt tart, Alfonznak ezt figyelembe kell vennie. Fernando jutalmul szolgálataiért – gyanútlanul – Leonóra kezét kéri tőle. A király beleegyezését adja, de bosszúvágytól fűtve úgy intézi, hogy az esküvőn kiderüljön, ki is volt valójában a menyasszony. A megalázott, megszégyenített Fernando a király lába elé vágja a kitüntetését, és mély megvetéssel hagyja ott menyasszonyát. Ismét visszatér a kolostorba. Ott keresi fel a haldokló Leonóra, hogy bocsánatát kérje. A szerzetes előbb el akarja űzni, ám azután ismét fellobban régi szenvedélye. De már késő, nem kezdhetnek együtt új életet, mert Leonóra meghal.

## Híres részletek
- Un ange, una femme inconnue – Fernando románca (I. felvonás)
- Léonor, viens – Alfonz áriája (II. felvonás)
- Pour tant d'amour – Alfonz áriája (III. felvonás)
- O mon Fernand – Leonóra áriája (III. felvonás)
- Ange si pur – Fernando áriája (IV. felvonás) (az olasz változat Spirto gentil, de’ sogni miei... kezdettel tenorok népszerű darabja.)

## Diszkográfia
Francia változat
- Vesselina Kasarova (Léonor), Ramón Vargas (Fernand), Anthony Michaels-Moore (XI. Alfonz), Carlo Colombara (Balthazar) stb.; Bajor Rádió Énekkara, Müncheni Rádiózenekar, vezényel: Marcello Viotti (stúdió minőségű élő felvétel, München, Philharmonie am Gasteig, 1999. április) Sony 88875194762

Olasz változat
- Giulietta Simionato (Leonora), Gianni Poggi (Fernando), Ettore Bastianini (XI. Alfonz), Jerome Hines (Baldassare) stb.; a firenzei Maggio Musicale Ének- és Zenekara, vezényel: Alberto Erede (1955) Decca 452 469-2 [korai sztereó felvétel jó minőségben digitalizálva]